# 島本和彦
島本 和彦（しまもと かずひこ、1961年〈昭和36年〉4月26日 - ）は、日本の漫画家・実業家。本名：手塚 秀彦（てづか ひでひこ）。北海道中川郡池田町出身、北海道札幌市在住。漫画プロダクション「ビッグバンプロジェクト」代表、株式会社アイビックおよび株式会社アカシヤ代表取締役社長。主な作品に『炎の転校生』、『逆境ナイン』、『燃えよペン』、『吼えろペン』、『アオイホノオ』がある。

## 経歴
池田町の木材業を営む家庭に生まれ、幼少期を豊頃町で過ごした後、小学校1年生のときに札幌へ。小学校のころから鉛筆でギャグ漫画を描き始める。札幌清田高校時代は陸上部と演劇部に所属する一方生徒会長も務め、アニメや特撮のパロディ漫画も執筆していた。
卒業と同時に北海道を離れ、伯父（父の兄）が大阪に住んでいたこともあり、大阪芸術大学芸術学部映像計画学科（映像学科）進学のため転居。在学中の1982年（昭和57年）、『週刊少年サンデー』2月増刊号にて「必殺の転校生」でデビュー。デビュー後の大学を4年に上がる手前で中退して大阪を離れ上京、プロの漫画家生活に入る。
「島本和彦」のペンネームを使ったのは「漫画の神様手塚治虫に遠慮して」とのことだが、後に自分の作品が「手塚漫画」と呼ばれることを避けるためでもある。デビュー当初『サンデー』誌上でも、読者に本名を聞かれた際に「謎である」と秘密にしていた。
1990年代前半からはまんが甲子園の審査員としても活動。
1994年（平成6年）にスーパーファミコンで発売されたRPG『ライブ・ア・ライブ』における「近未来編」のキャラクターデザインを担当。その本編中に出てくる巨大ロボット「ブリキ大王」には、主題歌「GO!GO!ブリキ大王」がある。ゲーム中では開発者たちが考えた1番の歌詞しか出てこないが、製作サイドでは2番3番の歌詞を一般公募していた。そこに島本が「東京都在住、漫画家、島本和彦」の名前で、一般公募で応募したところ、2番の歌詞として採用された。
同年、サンライズ制作のテレビアニメ『機動武闘伝Gガンダム』にキャラクターデザイン協力として携わる。
1995年（平成7年）に東京から札幌に帰郷（後述）。それと前後して同人誌活動も行い、コミックマーケットにはほぼ毎回参加。
2001年（平成13年）から2008年（平成20年）にはラジオ番組『島本和彦のマンガチックにいこう!』（STVラジオ）のパーソナリティも務めた。
2015年（平成27年）に『アオイホノオ』で第60回小学館漫画賞一般向け部門、第18回文化庁メディア芸術祭マンガ部門優秀賞を受賞。
父は北海道でダスキンのフランチャイズ事業を手がけるアイビックの設立者で、TSUTAYAのフランチャイズ店舗を運営していたアカシヤの会長も兼任する手塚幸夫。長男の島本は副社長を務めていた。母校の大阪芸術大学から教授就任の誘いもあったものの、母親の死去や父の高齢化を背景として父が「潰れそうな親の会社に戻ったからこそ今がある」と度々語っていたことから「何かを捨てて親の商売を手伝うことをしなければならない」との思いを強め、将来的な事業継承のために社業で経験を積むべく2014年（平成26年）末から会社に常駐するようになり、2019年（平成31年）4月には父親から業務を引き継いで両社の社長に就任した。社長業の影響で漫画の執筆に使える時間は1か月あたり5日ほどとなり、連載は『アオイホノオ』のみに絞っている。2020年（令和2年）11月8日、島本がおよそ25年に渡り経営していた「TSUTAYA札幌インター店」が閉店。2024年1月31日には「TSUTAYAサーモンパーク店」と「アカシア書房ちとせモール店」が閉店しアカシヤの店舗は無くなる。
2021年（令和3年）6月19日、同年8月上旬より『復活！令和もお笑いマンガ道場』のタイトルで27年ぶりに復活する『お笑いマンガ道場』に回答者として出演。
2025年（令和7年）、『週刊少年サンデー』23号にて、同誌では33年ぶりとなる新連載『ヴァンパイドル滾』を開始。

## 人物
- 5人の息子がいる[13]。漫画家と家業以外にも、息子の学校のPTA活動をしていたこともある。
- ゆうきまさみの漫画『究極超人あ〜る』にバレーボール部部長として、島本が実名で登場している。
- 漫画家デビュー当時は、大川めぐみ（大戦隊ゴーグルファイブ）[21]、松本伊代（ピンキーパンチ大逆転）のファンだった。
- 東京から札幌に帰郷したのは長男の誕生や前述の父が経営するアイビックが始めたTSUTAYAのフランチャイズ事業を手伝うこととなったこと[4]、その他にも当時は自身の漫画の人気が低迷して心機一転を図りたかったこと、当時住んでいた高田馬場では街の至るところにピンクチラシが貼られているのを見て「もうここ（に住むの）は厳しいなと思った」のも理由だったと話す[22]。
- 女優・声優として活躍する小宮有紗のファンであり、小宮が演じるテレビアニメ『ラブライブ!サンシャイン!!』の黒澤ダイヤを推しとしている[23]。
- 2023年4月時点で、日本漫画家協会理事。

## 作品

### 連載作品
- ほとんどヒーロー
- 炎の転校生
- 燃えるV
- 一番星のジャッカル
- とつげきウルフ
- 仮面ボクサー
- BATTLEフィールド
- 挑戦者
- 逆境ナイン
- デスパイ
- バトルサンダー
- ウルトラマンG
- フルーツ戦士 いちご1号
- 燃えよペン
- インサイダーケン
- ゲンジ通信あげだま
- ワンダービット
- 炎のニンジャマン
- 燃える!! 女子プロレス - 豊田真奈美の実録プロレス漫画
- 炎の信長・戦国外伝
- 無謀キャプテン
- サムライスピリッツ
- ガレキの翔
- トリックハンタージョウ
- コマンドー明゛
- ザ・勝負!!
- オンセンマン
- メガMEGAみーな（島本ららら和彦名義。変名の由来については近藤るるるの項を参照）
- 流れ星のジャッカル
- 炎の鉄砲玉サブちゃん
- 神聖伝メガシード
- 卓球社長
- 男の一枚 レッド・カード
- 大熱言
- 吼えろペン
- 新・吼えろペン
- アニメ店長
- ゲキトウ
- アオイホノオ
- アスカ@未来系
- 超級!機動武闘伝Gガンダム
- ヒーローカンパニー
- ヴァンパイドル滾

### 読み切り作品
- 必殺の転校生
- 華麗なる挑戦者
- 炎の転校生・怪獣戦闘!
- 太陽の戦士ウインドブレーカーX
- 恋の資格がナッシング
- 逆襲棋士瞳
- 即戦力ガッツ!
- 炎のラウンド
- 島ちゃんお涙劇場
- テレカが友を呼ぶ（サンデー19Showの1作）
- あしたのガンダム
- バトルコップ
- 島ちゃんの四コマシネマ
- 島ちゃんの4コマ劇場
- 愛しのテディーベア
- 熱血正義くん!!
- 島ちゃんの4コマビデオ
- 奈々ちゃんスクランブル
- ちょっとだけUターン
- 無謀キャプテン第0話
- 紅一点ブレイカー
- ブライダルソルジャー
- アカデミー
- 天下統虫物語
- 燃えよペン第2部
- ボンジュール・シャルロット
- 完全犯罪レディーMissテリー
- バンゲームナイト
- メッキマン
- 根性戦隊ガッツマン - 宮村優子の依頼による作品
- 私立ジャスティス学園外伝
- せがた三四郎北極激闘編
- マグマ大使 地上最大のロケット人間の巻
- 炎の転校生・同窓会を叩け!!
- 燃える!! キング・オブ・ハート
- GREAT
- 無謀キャプテン3
- ストイック・バンパイア（『ビッグコミックオリジナル』2024年15号[24]、2024年16号[25]、2025年1号[26]）

### 共作
メディアミックス作品のコミカライズは、#メディアミックス作品も参照
- 風の戦士ダン（原作：雁屋哲）
- 仮面ライダーZO（原作：石ノ森章太郎）
- 仮面ライダーBlack PART⊗ イミテーション・7（原作：石ノ森章太郎）
- マンガ日本の経済（共著：石ノ森章太郎）
- スカルマン（原作：石ノ森章太郎）
- ファイナルワン（原作：史村翔）
- S'T-X（原作：車田正美）
- 機動戦士ガンダム なぐりあい宇宙（合作：そうま竜也）
- スカルソルジャー（画：桑原V三郎）
- 魔女がゆく!（画：桑原V三郎）

### 執筆
書籍
- 『あしたのジョーの方程式』太田出版 2006年 - サキバラ・ゴウとのトーク形式による『あしたのジョー』についての解説及び分析書。
- 『熱血時代 -アオイホノオからの30年-』小学館 2012年
- 『炎の言霊 島本和彦名言集』1～3巻　朝日ソノラマ 1997年8月1日～2005年6月1日　2011年2月18日に朝日新聞出版より1巻のみ再版 - 漫画作品の中から選びだした名言を集めた単行本。
- 『熱血！ アセンブラ入門 』秀和システム 2014年 - 坂井弘亮によるプログラミング書籍。表紙に「吠えろペン」の「やらなければ一生わからん！！」のコマが使われている。

#### 記事
- 特撮雑誌 宇宙船 1984年春号（18号） - 好きな特撮についてイラストコラムを描く企画で、仮面ライダー1号、大川めぐみ、松本伊代について描いた。
- 『まんが秘宝』Vol.3「まんがチャンピオンまつり」洋泉社 1998年 -「俺の原点! 石ノ森章太郎の『仮面ライダー』」として原作漫画版について語った。全8ページ（内1ページは石ノ森の画の模写）。

#### 解説
- 藤子・F・不二雄大全集『パーマン』5巻（2010年、小学館）

### その他
脚本・台詞協力など
メディアミックス作品のコミカライズも担当した作品は、#メディアミックス作品を参照
- ガンダムEXA（台詞協力）

キャラクターデザインなど
メディアミックス作品のコミカライズも担当した作品は、#メディアミックス作品を参照
- BSアニメ夜話（題字）
- 三国志大戦（袁紹軍のスーパーレアカード、「袁紹」及びEXカード「孫策」のイラストデザイン）
- ライブ・ア・ライブ（近未来編 キャラクターデザインおよび主題歌「Go!Go!ブリキ大王!!」の2番作詞、HD-2Dリメイク版における「ヨシカズ」の声優）
- 闘魂ヒート（キャラクターデザイン）
- ファイターズマガジン（北海道日本ハムファイターズ選手似顔絵）
- 私闘学園（小説挿絵）
- メガトンアームズ（システムソフトが出していたPC-9821用の格闘ゲーム キャラクターデザイン）
- アニ店特急（広告・ポスターデザイン）
- マンガノゲンバ（ペンまるとペンじい[27]のキャラクターデザイン）
- サンデー×マガジン クロスライン（キャラクターデザイン）
- 炎の鉄砲玉サブちゃん（キャラクターデザイン）
- 天元突破グレンラガン（DVD特典ドラマCDジャケットデザイン）
- 仮面ライダーゴースト（怪人デザイン）
  - 仮面ライダー×仮面ライダー ゴースト&ドライブ 超MOVIE大戦ジェネシス（クリーチャーデザイン）
  - 仮面ライダー1号（クリーチャーデザイン）
  - 劇場版 仮面ライダーゴースト 100の眼魂とゴースト運命の瞬間（クリーチャーデザイン）
  - ゴースト RE:BIRTH 仮面ライダースペクター（2017年、クリーチャーデザイン）
- 舞台「烈!バカフキ!」キービジュアル（2016年）[28]
- パワプロアプリ（2020年、サクセスモードシナリオ『逆境転生クロスナイン十門寺東高校編』原案）
- シャゼリア☆キッス（2020年、作画） - ラブライブ！サンシャインのエイプリルフール企画。2020年10月10日、11日のAqoursオンラインライブにて未公開分と追加書き下ろしを披露
- アニ×パラ〜あなたのヒーローは誰ですか〜 第14弾「パラスノーボード」（2022年、キャラクターデザイン）[29]
- 爆上戦隊ブンブンジャー（2024年、敵組織キャラクターデザイン）[30][31]
- スーパーロボット大戦DD（2024年、「バベルノンキック」キャラカットイン原画、「アキラ」立ち絵イラスト原画）[32]

パチンコ、パチスロ
- PS逆境ナインGF パチスロ機、三洋物産より2008年10月に5号機として発売

## 映像化作品

### アニメ作品
- 炎の転校生（1991年） - OLA（オリジナルレーザーディスク）。主演：関俊彦、日髙のり子
- アニメ店長 - 宣伝用PV。主演：関智一（キャストはドラマCDなどと共通）

### 実写作品
- 贋作・アニメ店長（2003年） - 舞台作品。主演：関智一、長沢美樹
  - 贋作・アニメ店長 DESTINY!!（2005年） - 舞台作品。主演：関智一
  - 究極！アニメ店長（2010年） - 舞台作品。主演：関智一、関俊彦
- 逆境ナイン（2005年） - 映画作品。主演：玉山鉄二、堀北真希、青木崇高
  - 逆境ナイン（2012年） - 舞台作品。主演：柄谷吾史、市道真央、小野賢章、横山可奈子
- アオイホノオ（2014年） - テレビドラマ。主演：柳楽優弥、山本美月
- 炎の転校生 REBORN（2017年） - ネットドラマ。主演：ジャニーズWEST（重岡大毅、桐山照史、中間淳太、神山智洋、藤井流星、濵田崇裕、小瀧望）

### メディアミックス作品
映像作品の漫画（コミカライズ）を担当した作品。
- ウルトラマンG - 講談社『テレビマガジン』連載作品。単行本は徳間書店から発売、後に小学館から新装版が発売。
- 疾風!アイアンリーガー（画：おとといきたろう） - 漫画作品の他に 設定協力 及び OP 絵コンテ島本和彦バージョンがある。
- 機動武闘伝Gガンダム - 下記の漫画作品の他、キャラクター原案を担当。
  - 燃える!! キング・オブ・ハート - 読み切り作品。
  - 超級!機動武闘伝Gガンダム - 連載作品。
- 仮面ライダーZO（原作：石ノ森章太郎）
- 仮面ライダーBlack PART⊗ イミテーション・7（原作：石ノ森章太郎）
- アニメ店長 - 連載作品。漫画作品の他、原作者としてドラマCDに脚本参加。
- ジャスティス学園 - ゲーム作品。下記の宣伝用読み切り漫画作品の他、熱血隼人のキャラクターデザインを担当。
  - 私立ジャスティス学園外伝
  - 私立ジャスティス学園 熱血青春日記2 - レア熱血カードのイラストを担当。
- 炎の宅配便 - ゲーム作品。宣伝用読み切り漫画作品の他、キャラクターデザイン・シナリオ監修。
- 女子ーズ - 映画作品。宣伝用読み切り漫画作品の他、コスチュームデザインを担当。
- ライブ・ア・ライブ - ゲーム作品。同人誌として発表した「近未来編」コミカライズが公式に単行本化。「近未来編」キャラクターデザインおよび主題歌「Go!Go!ブリキ大王!!」2番作詞、HD-2Dリメイク版における「ヨシカズ」の声優。

## 出演

### テレビ
- 漫画家になりたい!!一獲千金に賭ける青春（1985年 TBSテレビ） - 仕事場にて『風の戦士ダン』を執筆中の島本が登場。
- D!アンビシャス（2006年4月9日 STV） -  27回 逆境を乗り越えろ！！北の燃える漫画家　島本和彦
- 岡田斗司夫のプチクリ学園（2007年4月 CS放送 MONDO21）- 第24回にゲスト出演し岡田と対談。
- 素晴らしい世界(2010年2月15日、22日 HTB)
- れんまん!（2013年8月10日 NHK総合テレビジョン）
- アオイホノオ（2014年9月27日 テレビ東京系列） - 最終回（11話）にて主人公を導く言葉を与えるバイク屋の店主を演じる。
- 100分de石ノ森章太郎（2018年9月8日 NHK Eテレ）- 「石ノ森先生が天才だと思う、ワタクシ的な理由」を述べる。
- 復活!令和もお笑いマンガ道場（2021年9月26日 中京テレビ） - 鈴木義司、富永一朗のプロ漫画家枠を引き継ぐ。
- 浦沢直樹の漫勉 neo（2023年2月25日 NHK Eテレ）
- 爆上戦隊ブンブンジャー（2024年9月1日 テレビ朝日） - 第27話に本人役で出演[33]

### 映画
- 逆境ナイン（2005年） - 「炎尾燃」と称して野球解説者を演じる。

### ラジオ
- 島本和彦のマンガチックにいこう!（2001年10月 - 2008年9月 STVラジオ） - 漫画やアニメについてのトークや、近況、仕事の話など。2023年2月5日にはサウンドプラントスペシャルにて『島本和彦のマンガチックにいこう! リターンズ』を放送。
- いがらしゆみこと島本和彦のお正月はマンガチックでナイト!（2004年1月1日 STVラジオ） - いがらしと島本の番組がコラボした特番。
- ごきげんようじ（2019年6月1日 STVラジオ） - おはよう！ようじの部屋ゲスト
- STVラジオ・チャリティー・ミュージックソン（2019年12月24日 STVラジオ） - TSUTAYA札幌インター店より中継

### アニメ
- 炎の転校生（1991年） - 上述のOLA。ボクシング解説者の学生「島本」の声を演じる。

## その他の活動
- 小学館漫画賞・選考委員 - 第64回（2018年）より
- 日本漫画家協会・理事 - 2022年6月より
- まんが甲子園 -

審査員

## 交友・人脈

### 漫画業界
- 石ノ森章太郎
  - 少年時代、『仮面ライダー』を見て大きな感銘を受けるが、ライダーは架空の人物なので会うことができず、ライダーの生みの親である石ノ森章太郎を師と仰ぐことにした。
  - 週刊少年サンデーで『炎の転校生』が始まる時、石ノ森は『グリングラス』を描いており、師と同じ雑誌に作品を載せることができた。
  - 編集者とともに石ノ森宅を訪問し、対面を果たした。その際に「新ライダーの企画書」をもらった。これは『仮面ライダーBLACK（またはBlack）』のたたき台となるものであった。
  - その後『マンガ日本の経済』で共著を行ったり、『仮面ライダーBlack』『仮面ライダーZO』『スカルマン』の執筆を託されたり、『マンガ家入門』の文庫版（ISBN 4-253-17250-4）の解説も書いている。テレビ番組『とことん!石ノ森章太郎』にて「サイボーグ009の「天使編」の続きを描くのに関わりたかったため漫画家になった」という発言をするほど。なお、これは後に「ヒーローズ・カムバック」にて実現している。
  - 江川達也が描いた『仮面ライダー THE FIRST』の原稿をラジオで、「描きたくなきゃ描くな」ときつく非難したこともある。詳細は仮面ライダー THE FIRSTのリンク先を参照。

- 藤田和日郎
  - 同じ北海道出身で、お互いに自身の作中に相手をモデルにしたキャラクターを登場させたり、共にサイン会を行うほどの仲[34]。また、島本が小学館漫画賞を受賞した際には「…（前略）おめでとう島本和彦。受賞は遅すぎるくらいだ。よかった」と自身のtwitterに投稿している[35]。
  - 『吼えろペン』では主人公の親友であり最大のライバルとして、藤田和日郎をモデルにした漫画家「富士鷹ジュビロ」が登場する。このキャラクターは業界内でも広く浸透し、第三者の漫画家が藤田和日郎を指す場合に「富士鷹先生は～」と呼ぶことが多々ある。
  - 「サンデーGX」誌上で、『逆境ナイン』の映画化記念として、藤田和日郎の『からくりサーカス』とのコラボ作品『からくり逆境サーカスナイン』が掲載された。

- 新谷かおる
  - 島本の新人時代の担当編集者が同じで、新谷のスタジオに連れて行かれ、アシスタントの使い方を学んだ。
  - 新谷作品を分析をした同人誌『新谷かおるになる方法』を出した。
  - 新谷の同人誌『砂の薔薇 TUGシリーズ』の第5弾では島本と共作した（『炎の転校生』の滝沢が登場）。
  - 『ガレキの翔』に「谷かおる」というキャラクターが登場する。

- あだち充
  - 島本初の週刊連載『ほとんどヒーロー』が始まった週刊少年サンデー1983年10号は、あだちの小学館漫画賞受賞を祝う表紙であった。
  - 『炎の転校生』最終回の原稿が完成すると、編集者に言われてあだちの『タッチ』のアシスタントに入る。この回は『炎の転校生』の最終回と同じ号に載り、ベテランは新人より締切が遅いことを知る。

- ゆうきまさみ
  - ともに北海道出身であり、「週刊少年サンデー」で連載を行い、特撮系のパロディを用いるという共通点を持ち、親交がある。
  - ともに新谷かおるのアシスタント経験を持つ。
  - ゆうきの『究極超人あ〜る』と島本の『燃えるV』では、両方の作品を知らなければわからないコラボが行われた（燃えるV#エピソードを参照）。

- 一本木蛮
  - 「ファンロード」1982年7月号は、表紙にラムのコスプレをした蛮の写真が載った号だが、島本を推した読者投稿が初めて載った号でもあった。
  - 島本を「兄貴」と呼んでいる。
  - 島本とのトークショー内の寸劇で「ニセ島本」を演じた。真偽判定で画力対決を行ったが、蛮の方が上手く、島本が焦るという一幕も見られた。
  - アオイホノオのドラマ制作に参加した。
  - 島本とともに日本漫画家協会の理事を務めている。

- いがらしゆみこ
  - 島本と同じく札幌市在住で、STVラジオで自分の番組を持っていた。
  - まんが甲子園の審査員はいがらしに誘われて引き受けた。
  - 元夫の井上和彦は島村ジョーの声を担当していた。「島村」と「和彦」ということで、ペンネーム関連の話題で取り上げられることがある。

- 三上信一
  - 週刊少年サンデー編集部在籍時に島本を担当した。
  - 週刊ヤングサンデーの編集長時代に『アオイホノオ』の執筆を持ちかけた。
  - 『炎の転校生』『吼えろペン』に三上をモデルとしたキャラクターを登場させている。

- Moo.念平
  - 1992年頃、お互いが月刊少年キャプテンに連載している時に知り合った。
  - 島本に誘われてまんが甲子園の審査員を引き受けた。
  - 『マンガチックにいこう!』の第99回に登場（録音インタビュー）した。

### アニメ業界など
- 庵野秀明
  - 大学時代の同期で、入学後最初のグループ作りの時に「死にそうな顔をした」（島本談）庵野を発見するも、席が遠かったという理由で一緒の組にはならなかった。しかし以後も個性の強い庵野のことは気になっていて、島本は自分の描いたアニメの制作課題（人が走って近づいてくる動画）が、庵野の制作課題（緻密に描かれた車の上に車が落ちてくる動画）と比べて天と地の差がある[36]ことに衝撃を受け、アニメでは彼には敵わないと漫画の道を進むことに決めたという。後に「頭の中が違うと思った」と話している。
  - 後に岡田斗司夫から、庵野秀明・山賀博之・赤井孝美の3名は、そもそも映像志望の自分たちと漫画家志望の島本では目指すところが違っていると思われていたので、彼らからは全くライバル視されておらず、「ライバル視し合っていた」というのは島本の思い込みであったことをニコニコ生放送での対談において知らされ、大きなショックを受けた。
  - 初めてサインを書いた相手も庵野である。両人によれば「お互い一方的にライバル視し合っていたが授業で会うことはほとんどなかった」らしい。なお、庵野の班員であった山賀博之のことは知っていたが、赤井孝美らとはあまり面識がないようである。庵野いわく、様々な行動から大学時代はすでにちょっとした有名人だったという。
  - NHK BS2のBSマンガ夜話『燃えよペン』の回によると、岡田が庵野にインタビューした際「手塚（島本の本名）はねえ」と嬉しそうに切り出し、「授業でバスケットボールをやった際、手塚が敵にボールを取られた時『すまん! 俺のせいで! もう一度、俺にチャンスをくれええ!!』と叫んだ」という。そのため、庵野が島本のマンガを初めて見た際「手塚がまんま出てる」という印象を受けたという。
  - 『アニメ店長』のPVでは、友情監督を自ら買って出ている（これ以前にガイナックスは『炎の転校生』OLA版の制作にも関わっている）。
  - 『アオイホノオ』では、島本をモチーフとした主人公（ホノオ）が延々と運転免許取得に励んでいた時ガイナックス創立メンバーについて語られるなど、もう1人の主人公的な立場となっている。

- 岡田斗司夫
  - 島本が1984年に特撮雑誌「宇宙船」にイラストコラムを描いた頃、岡田は自分の経営するSFショップ「ゼネラルプロダクツ」の広告を同誌に出していた。
  - 初顔合わせ前に島本の噂を山賀・庵野・赤井から聞いていた。
  - 初顔合わせは『ふしぎの海のナディア』がリアルタイムで放送されていた頃、当時、岡田が社長を務めていたガイナックスが『炎の転校生』をOLA（オリジナルレーザーディスクアニメ）で制作することとなり、関係者が顔合わせする会議の時だった。当時はバブル時代であり、岡田は日本人はギャグは大変好きではあるものの、ギャグに金を払うのは死ぬほど嫌いな民族で、『炎の転校生』はギャグ作品のためそのまま売り出しても絶対に売れないと考えていた。そして岡田は、無駄にパンチラを出し続けるチラリズムエロとセンスの良い格闘戦が必要だという結論に至ったという。
  - 1998年1月頃のテレビブロスのコラムで「仕事場の隣が、自分の経営する本屋とレンタルビデオ店」という島本の環境を羨んだ。
  - 冠番組『岡田斗司夫のプチクリ学園』では最終回に島本を招いた。
  - 2022年7月に出た単行本『岡田斗司夫ゼミのサイコパス人生相談』では島本が表紙のイラストを描いた。

- 南雅彦
  - 大学時代の同期で同じ班だった。現在アニメプロデューサー。1990年代のアニメ関連の仕事はこの縁によるもの。

- 岩郷重力
  - 下宿の一年先輩。現在ブックデザイナー。

- 福田雄一
  - 映画版『逆境ナイン』、ドラマ版『アオイホノオ』を監督した。
  - 島本を師と呼んでいる。

### アシスタント経験者
- みず谷なおき - 島本が新人の頃に一時的にアシスタントをしていた。
- 克・亜樹 - 2年後輩だが年齢は同じ。克は漫画研究会に所属していたが、島本は個人で活動している。この漫研の創立者は矢野健太郎だが、『アオイホノオ』の描写とは異なり、矢野とは当時面識はない。
- 渡辺道明
- 山下てつお - 『逆境ナイン』や『ワンダービット』の山下のモデル。
- 富士原昌幸
- 窪之内英策
- 仲原敬太郎 - のちに『はっぴいマリア』(講談社)など発表
- ちば・ぢろう（滝沢ひろゆき）- 石森プロ作品のコミカライズ等を経て、主に成年誌にて活躍
- 大滝よしえもん
- 塚田秀一郎 - 後に テレビランドにて戦隊物のコミカライズを執筆

## 雑誌記事
- まんが情報誌ぱふ 1984年10月号 - 本号メインの特集。江川達也との対談、さくまあきら、新谷かおるらのコメントなど。
- 月刊ニュータイプ 1985年7月号 - 大阪関連の業界人特集内で庵野秀明との対談。2ページ。
- 月刊OUT 1991年5月号 - インタビューとアニメ版・炎の転校生の紹介。8ページ。